# Fabián Arsenio Castillo
Fabián Castillo (Rosario del Tala, Entre Ríos, Argentina, 3 de mayo de 1988) es un futbolista argentino. Juega de delantero y su equipo actual es el Atlético Maciá de la Liga Departamental de Futbol de Rosario del Tala.
Tiene un hermano que también jugó en el Club Atlético Colón, Luis Leandro Castillo.

## Trayectoria
Su primer club fue el Colón de Santa Fe, donde realizó las inferiores. Debutó en primera división, bajo las órdenes de Antonio Mohamed, el 8 de febrero de 2009 durante el empate de 2 a 2 contra River Plate disputado en el Estadio Monumental. Aquella tarde ingresó de titular, pero al minuto 71 lo sustituyó el colombiano Daley Mena.
En enero de 2010, durante el mercado de pases de verano, se concretó su fichaje por el Ben Hur de Rafaela cedido desde Colón de Santa Fe. Realizó su debut con anotación incluida el 27 de enero, durante la victoria de visita por 1 a 0 sobre 9 de Julio de Rafaela. Con el Lobo disputó 16 juegos y convirtió 6 goles.
Castillo, supo pasar por clubes como Defensa y Justicia, Estudiantes (RC), Guarani Antonio Franco, Sportivo Patria y Alvarado donde tuvo dos etapas exitosas. En dicho club, disputó un total de 66 partidos y anotó 18 goles.
El "Arse", en su primera etapa con Antigua Guatemala FC disputó 28 partidos, anotó 9 goles y dio 13 asistencias; cifras con las cuales ayudó a su equipo a salir nuevamente Campeón de la Liga Nacional de Fútbol de Guatemala por segunda vez consecutiva y ser así el primer equipo en la historia de Guatemala en lograrlo. 
Finalizado su contrato con Antigua GFC, Castillo llegó a Platense Fútbol Club y luego de un breve paso por Honduras, regreso a Antigua GFC donde permanece actualmente.

## Clubes
| Club                   | País      | Año             | Partidos | Goles |
| ---------------------- | --------- | --------------- | -------- | ----- |
| Colón                  | Argentina | 2008 - 2009     | 13       | 0     |
| Ben Hur                | Argentina | 2009 - 2010     | 16       | 6     |
| Defensa y Justicia     | Argentina | 2010            | 7        | 0     |
| Estudiantes (RC)       | Argentina | 2011            | 12       | 0     |
| Defensa y Justicia     | Argentina | 2011 - 2012     | 11       | 0     |
| Alvarado               | Argentina | 2012 - 2013     | 34       | 10    |
| Guaraní Antonio Franco | Argentina | 2013 - 2014     | 7        | 0     |
| Sportivo Patria        | Argentina | 2014            | 11       | 0     |
| Alvarado               | Argentina | 2015            | 31       | 7     |
| Camioneros             | Argentina | 2016            | 8        | 3     |
| Antigua GFC            | Guatemala | 2016 - 2017     | 28       | 9     |
| Platense               | Honduras  | 2017 - presente | 6        | 1     |
| Antigua GFC            | Guatemala | 2016 - 2017     | 8 (7)    | 2     |